# 稲城市立稲城第二中学校
稲城市立稲城第二中学校（いなぎしりつ いなぎだいにちゅうがっこう）は、東京都稲城市坂浜にある公立の中学校である。

## 沿革
- 1972年（昭和47年）4月1日 - 開校

## 校区
- 坂浜の全域
- 平尾の全域
- 若葉台の一部

## 交通
- 京王電鉄相模原線若葉台駅から徒歩15分

## 著名な教職員
- 宇野和博（教育者）